# Автошлях Т 0817
Автошля́х Т 0817 — автомобільний шлях територіального значення в Запорізькій області. Проходить територією Василівського та Веселівського районів через Василівку — Дніпрорудне — Веселе. Загальна довжина — 40,5 км.

## Маршрут
Автошлях проходить через такі населені пункти:
| Автошлях Т 0817    |               |
| Запорізька область |               |
| Василівський район |               |
| Василівка          | E105М18Н30Р37 |
| Скельки            |               |
| Златопіль          |               |
| Дніпрорудне        | Р37           |
| Улянівка           |               |
| Мала Білозерка     | Т 0810        |
| Веселівський район |               |
| Новоолександрівка  |               |
| Веселе             | Т 0805Т 0811  |